# Burnsita
La burnsita es un mineral de la clase de los óxidos. Recibe su nombre de Peter Carman Burns (1925-2010), Cristalógrafo canadiense y profesor de mineralogía de la Universidad de Notre Dame, en Indiana (Estados Unidos), en reconocimiento a sus importantes contribuciones a la mineralogía estructural.

## Características químicas
La burnsita es un óxido de fórmula química KCdCu72+(SeO3)2O2Cl9. Fue aprobada como especie válida por la Asociación Mineralógica Internacional en 2000.
Según la clasificación de Nickel-Strunz, la morimotoíta pertenece a "04.JG - Selenitas con aniones adicionales, sin H2O" junto con los siguientes minerales: prewittita, georgbokiïta, parageorgbokiïta, cloromenita, ilinskita, sofiïta, francisita, derriksita y alocalcoselita.

## Formación y yacimientos
Fue descubierta en el segundo cono de escoria del avance norte de la Gran erupción fisural del volcán Tolbachik, un volcán ruso que se encuentra en la provincia de Kamchatka, en el distrito federal del Lejano Oriente. Se trata del único lugar donde ha sido descrita esta especie mineral.